# Adam Armstrong
Adam James Armstrong (Newcastle upon Tyne, 10 februari 1997) is een Engels voetballer die doorgaans als aanvaller speelt. Hij verruilde Blackburn Rovers in augustus 2021 voor Southampton.

## Clubcarrière
Armstrong werd geboren in West Denton, Newcastle upon Tyne. Van kinds af aan was hij supporter van Newcastle United, de club waar hij zich op negenjarige leeftijd bij mocht aansluiten. Hij maakte vijf doelpunten in zijn eerste vijf wedstrijden in de Premier League voor spelers onder de 21 jaar. Op 28 januari 2014 zat Armstrong voor het eerst op de reservebank van het A-elftal van Newcastle United in de competitiewedstrijd tegen Norwich City. Op 15 maart 2014 debuteerde hij als invaller in de competitiewedstrijd tegen Fulham, waardoor hij de jongste speler werd die uitkwam voor Newcastle in de clubhistorie, achter Kazenga LuaLua. Newcastle verhuurde Armstrong in juli 2015 voor een half jaar aan Coventry City, op dat moment actief in de League One. Bij Coventry maakte hij in zijn eerste veertien competitiewedstrijden twaalf doelpunten.

## Interlandcarrière
Armstrong maakte twee doelpunten in zes interlands voor Engeland –16. Hij debuteerde in 2013 in Engeland –17, waarmee hij actief was op het Europees kampioenschap onder 17. Op dat toernooi maakte Armstrong in tien wedstrijden negen doelpunten. Zijn debuut in het Engels voetbalelftal onder 18 volgde op 3 september 2014, toen Nederland –18 in een oefeninterland met 4–1 werd verslagen en Armstrong tweemaal trefzeker was.
1 McCarthy ·
2 Walker-Peters ·
3 Manning ·
4 Downes ·
5 Stephens ·
6 Harwood-Bellis ·
7 Aribo ·
8 Smallbone ·
9 Armstrong ·
10 Lallana ·
11 Stewart ·
12 Edwards ·
13 Lumley ·
14 Bree ·
15 Wood ·
16 Sugawara ·
17 Brereton Díaz ·
18 Fernandes ·
19 Archer ·
20 Sulemana ·
21 Taylor ·
22 Alcaraz ·
23 Edozie ·
24 Charles ·
26 Ugochukwu ·
27 Amo-Ameyaw ·
28 Larios ·
31 Bazunu ·
32 Onuachu ·
33 Dibling ·
35 Bednarek ·
37 Bella-Kotchap ·
Coach: Martin